# Omobranchus aurosplendidus
Omobranchus aurosplendidus és una espècie de peix de la família dels blènnids i de l'ordre dels perciformes.

## Reproducció
És ovípar.

## Hàbitat
És un peix marí de clima subtropical.

## Distribució geogràfica
Es troba a la Xina (incloent-hi Macau).